# Effetto loto

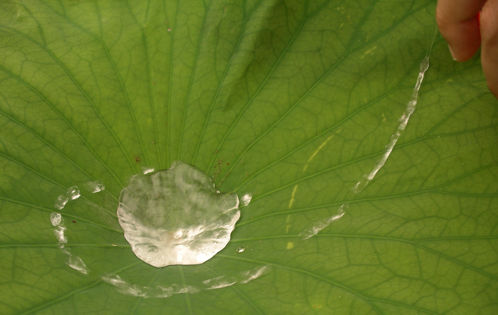
Acqua che scorre su una foglia di loto

L'effetto loto, chiamato anche autopulizia della foglia , è un fenomeno di superidrofobicità causato dalla rugosità nanometrica.
In pratica è la capacità di un materiale di mantenersi pulito autonomamente.
Il suo nome deriva dal loto (Nelumbo spp.), le cui foglie hanno questa caratteristica. Altre piante, come le foglie del nasturzio (Tropaeolum spp.), del cavolo, della canna selvatica (Phragmites spp.), del taro (Colocasia esculenta)  e di alcuni animali (ad esempio le piume degli uccelli acquatici), in particolare insetti, mostrano lo stesso comportamento.
L'effetto loto conferisce alla superficie capacità autopulenti: scorrendo, le gocce d'acqua portano con sé particelle di polvere che ridurrebbero la capacità fotosintetica di una foglia, ma anche patogeni come spore fungine, batteri, piccoli insetti. 
La capacità autopulente delle superfici idrofobe con strutture microscopiche e nanoscopiche è stata scoperta negli anni '70 e la sua applicazione ai prodotti biomimetici risale alla metà degli anni '90. 

## Principio di funzionamento
A causa della loro elevata tensione superficiale, le gocce d'acqua tendono a restringere la loro superficie e quindi ad assumere una forma sferica. A contatto con una superficie, le forze di adesione delle gocce alla superficie sono tali da portare ad un inumidimento della superficie. A seconda della struttura della superficie e della tensione superficiale delle gocce di liquido, le superfici si bagnano con un diverso grado.  Definiamo la bagnatura di un materiale osservando l'angolo di contatto di quest'ultimo con una goccia d'acqua. Quando questo angolo è maggiore di 90° (generalmente tra 90° e 120°), la superficie è idrofoba (la superficie di contatto tra l'acqua e il materiale è piccola) e quando è inferiore a 90°, la superficie è idrofila (la superficie di contatto tra l'acqua e il materiale è piccola) la superficie tra l'acqua e il materiale è elevata).
I botanici che hanno studiato l'effetto loto hanno appurato che in effetti queste piante posseggono un meccanismo naturale di pulizia: sulle foglie del loto l'acqua non viene trattenuta grazie alla particolare struttura della cuticola, uno strato che si trova sopra l'epidermide della foglia. L'epidermide della foglia forma papille di pochi micron sulle quali poggiano le cere. In questo modo l'acqua non riesce più a raggiungere gli interstizi della superficie della foglia, con la conseguenza che i punti di contatto tra acqua e superficie si riducono drasticamente. L'acqua quindi scivola via in tante goccioline che si formano per via dell'alta tensione superficiale presente sulla foglia, portando con sé lo sporco che potrebbe impedire la penetrazione della luce, e con essa la fotosintesi, e potrebbe anche ostruire gli stomi.
Questo è possibile perché le foglie di loto sono rivestite da cristalli di una cera idrofobica di dimensioni nanometriche. In questa scala, le superfici ruvide risultano più idrofobiche di quelle lisce, perché l'area di contatto reale tra la goccia d'acqua e la superficie d'appoggio è circa il 3% di quella apparente, per cui il peso della goccia la fa scivolare via. La ruvidità della foglia è utilissima anche per l'effetto autopulente, perché le gocce rotolano, mentre su una superficie liscia le gocce slitterebbero, rendendo meno efficace l'asportazione dello sporco.

## Utilizzi
Oggi mediante le nanotecnologie si riproduce l'effetto loto in vernici, tegole, tessuti ed altre superfici che resteranno pulite e asciutte come le foglie del loto.
Nel caso dell’autopulizia da superfici microscopiche e nanoscopiche superidrofobiche si tratta di un fenomeno puramente chimico-fisico applicabile biomimeticamente alle superfici tecniche. Il primo prodotto commerciale è stata la vernice autopulente per facciate (Lotusan®) nel 1999. Ad oggi sono circa 50.000 gli edifici in tutto il mondo che sono stati rivestiti con “rivestimenti Lotus” solo con questo prodotto.
Altro ambito di applicazione sono i vetri autopulenti: sono stati installati nei sensori ottici dei caselli autostradali tedeschi. Da parte sua, la società EVONIK AG ha sviluppato prototipi di vernici e materiali plastici.
Un'azienda tessile italiana ha applicato il principio dell'effetto loto ai tessuti.
Ad esempio, un metodo per rendere idrofobica una superficie di alluminio consiste nell'immergere quest'ultima nell'idrossido di sodio per qualche ora, al fine di rendere ruvida la superficie, per poi rivestirla con 2 nanometri di perfluorononano (C9F20) con la tecnica del rivestimento per rotazione o Spin Coating. In questo modo l'angolo di contatto tra l'acqua e la superficie passa da 67° a 168°; l'effetto di questo è spiegato dalla legge di Cassie. Al microscopio elettronico si può notare come l'alluminio trattato somigli alle foglie del loto.